# Valentin Popa
Valentin Popa, née le 12 juillet 1964, est un homme politique roumain, membre du Parti social-démocrate (PSD). De 29 janvier 2018 à sa démission, le 28 septembre 2018, il est ministre de l'Éducation nationale.